# Минский район
Ми́нский район (бел. Мі́нскі раён) — административная единица в центре Минской области Республики Беларусь. Административный центр — Минск (не входит в состав района: отдельная административная единица).
Численность населения — 279 989 человек (на 1 января 2025 года).
Администрация района расположена на территории Фрунзенского района города Минска.

## Административное устройство
В районе 1 горсовет — Заславский, 1 поссовет — Мачулищанский и 18 сельсоветов:
- Боровлянский
- Горанский
- Ждановичский
- Колодищанский
- Крупицкий
- Лошанский
- Луговослободской
- Михановичский
- Новодворский
- Острошицко-Городокский
- Папернянский
- Петришковский
- Самохваловичский
- Сеницкий
- Хатежинский
- Шершунский
- Щомыслицкий
- Юзуфовский

Упразднённые сельсоветы:
- Мачулищанский поссовет[6]
- Цнянский[7]

## География
Протяжённость Минского района с севера на юг составляет более 66 км, с запада на восток около 60 км. Окаймляя столицу почти правильным ромбом, он граничит с 9 из 22 районов Минской области.
Площадь Минского района — 194 тысячи га. Суммарная площадь населённых пунктов Минского района почти в 3,5 раза превышает площадь города Минска.
26 % территории Минского района занимает лес. Рельеф холмистый, сильно пересечённый, наивысшая точка — 342 метра около деревни Лысая гора.
Недра района богаты месторождениями минеральной воды, кирпичного и аглопоритового сырья, песчано-гравийного материала и строительного песка.
Водная система
На территории района протекают река Птичь и река Свислочь с притоками Вяча, Чернявка, Волма. Достопримечательностью района являются водохранилища Заславское (Минское море), Криница, Дрозды, Вяча, Волковичи, Крылово, Стайки. Через район проходит часть Вилейско-Минской водной системы.
Охраняемые территории
По состоянию на 2005 год на территории Минского района были расположены несколько заказников республиканского значения — Подсады (1079 га), Купаловский (частично в Логойском районе), Прилепский (3242 га), Прилукский (510 га) и Тресковщина (796 га); биологические Глебковка (964 га), Кайковский (1190 га), Лебяжий (51 га), Стиклево (412 га), Юхновский (221 га). Впоследствии часть из них оказалась в черте города Минска в связи с пересмотром границ из-за необходимости соблюдения нормативов по зелёным насаждениям в столице. Также на территории района находятся заказники местного значения (в частности, Соколиный) и памятники природы (в частности, Щомыслицкая дубрава — ботанический памятник природы республиканского значения под охраной Белорусского государственного университета).

## Населённые пункты

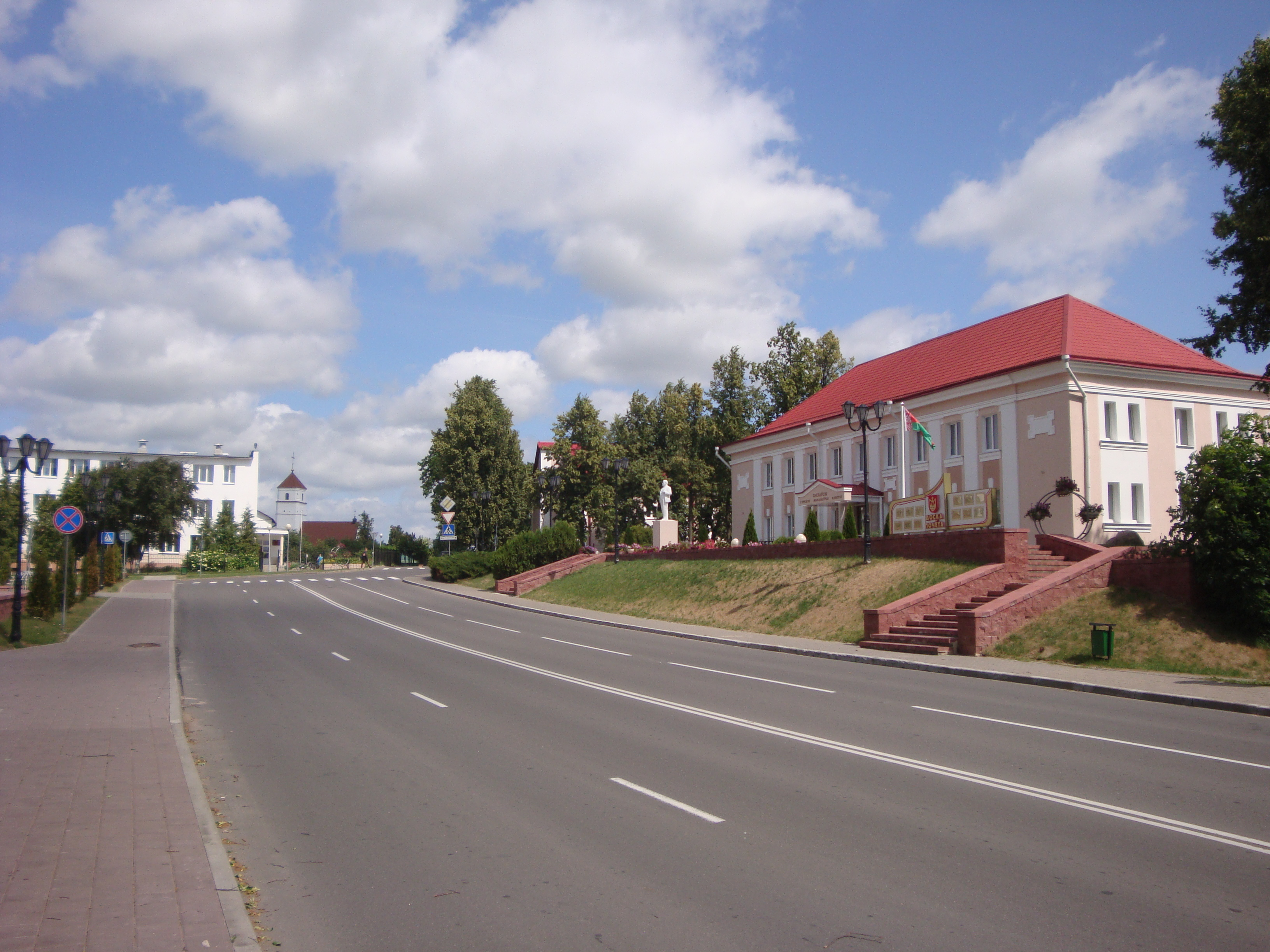
Заславль
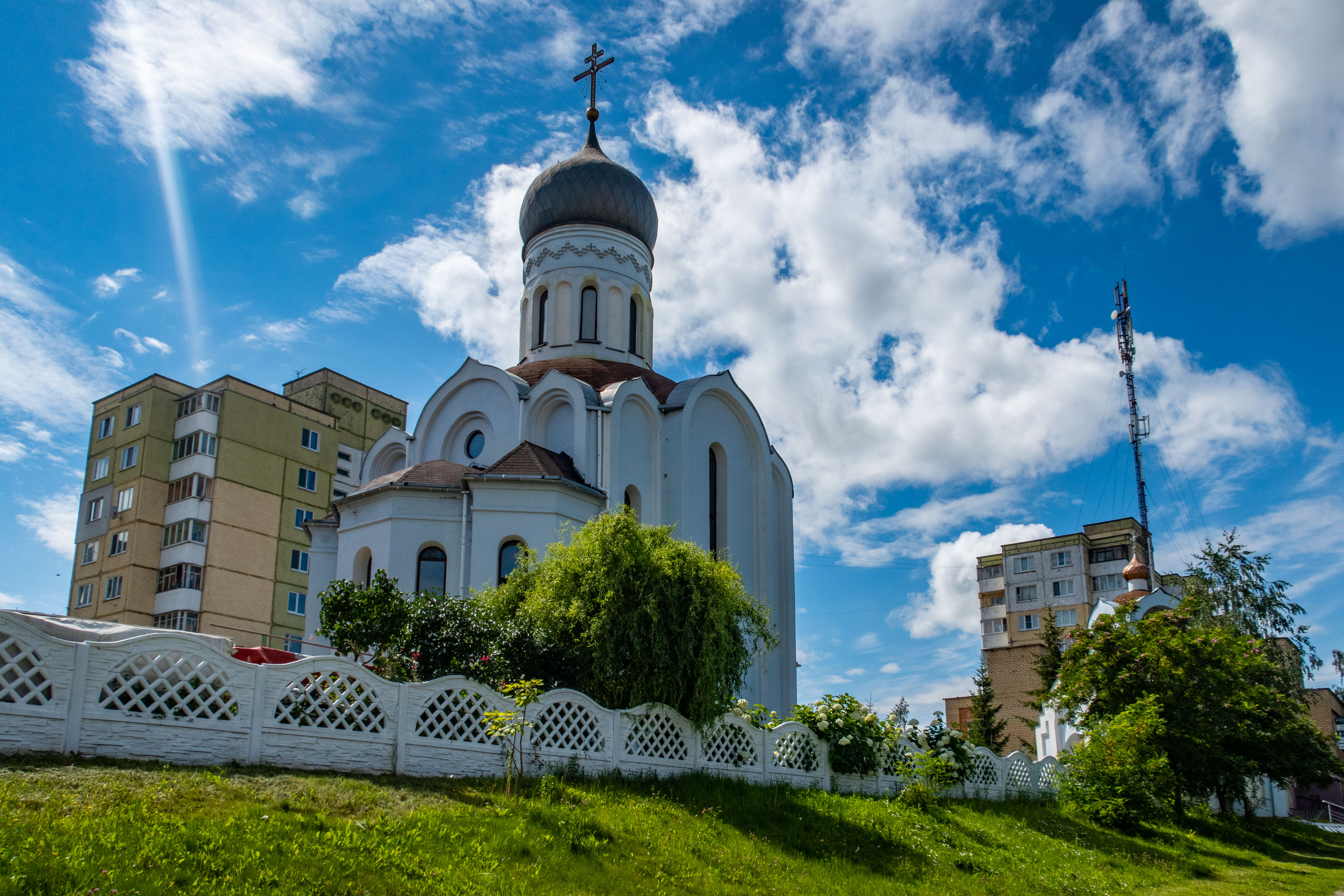
Гатово
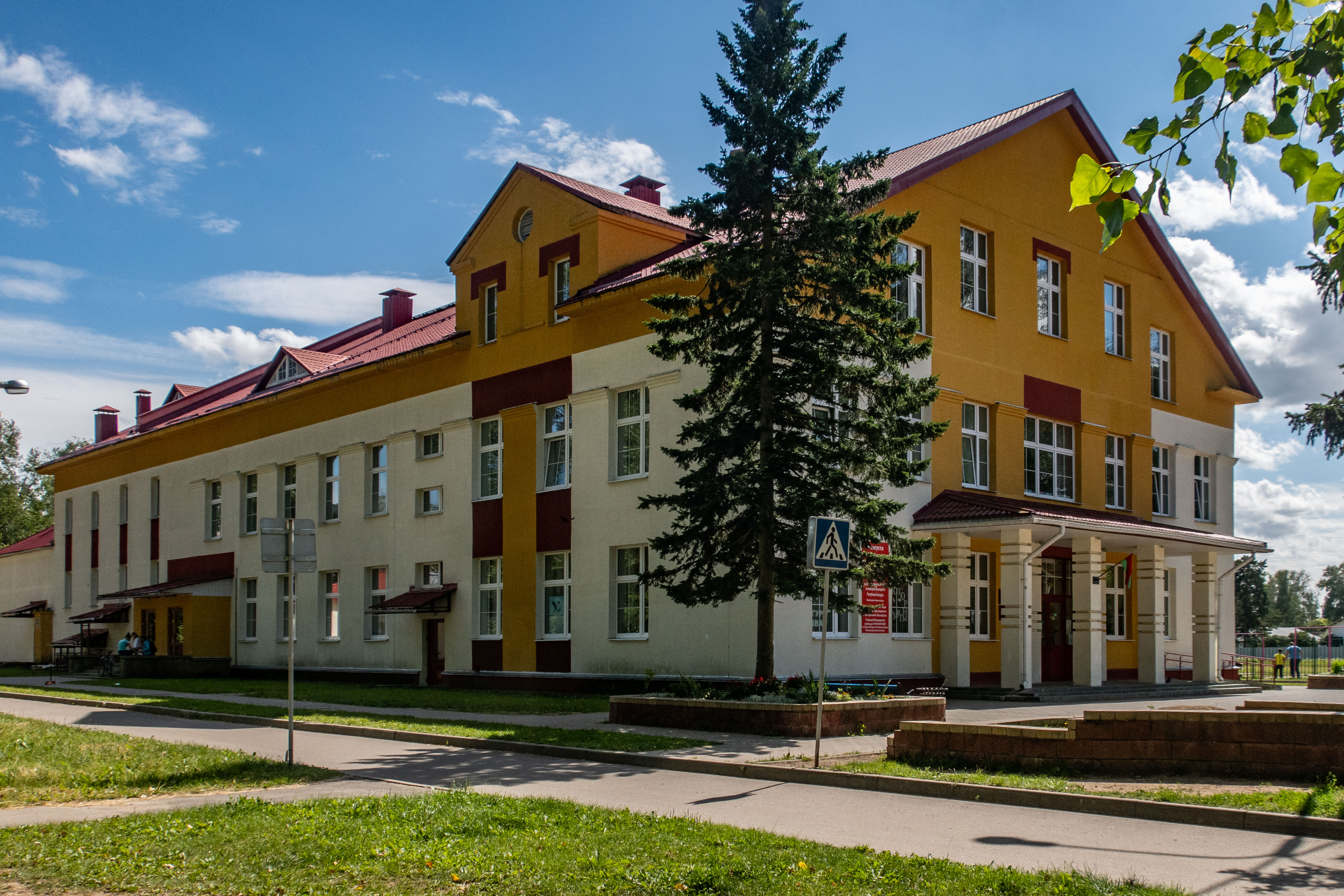
Мачулищи
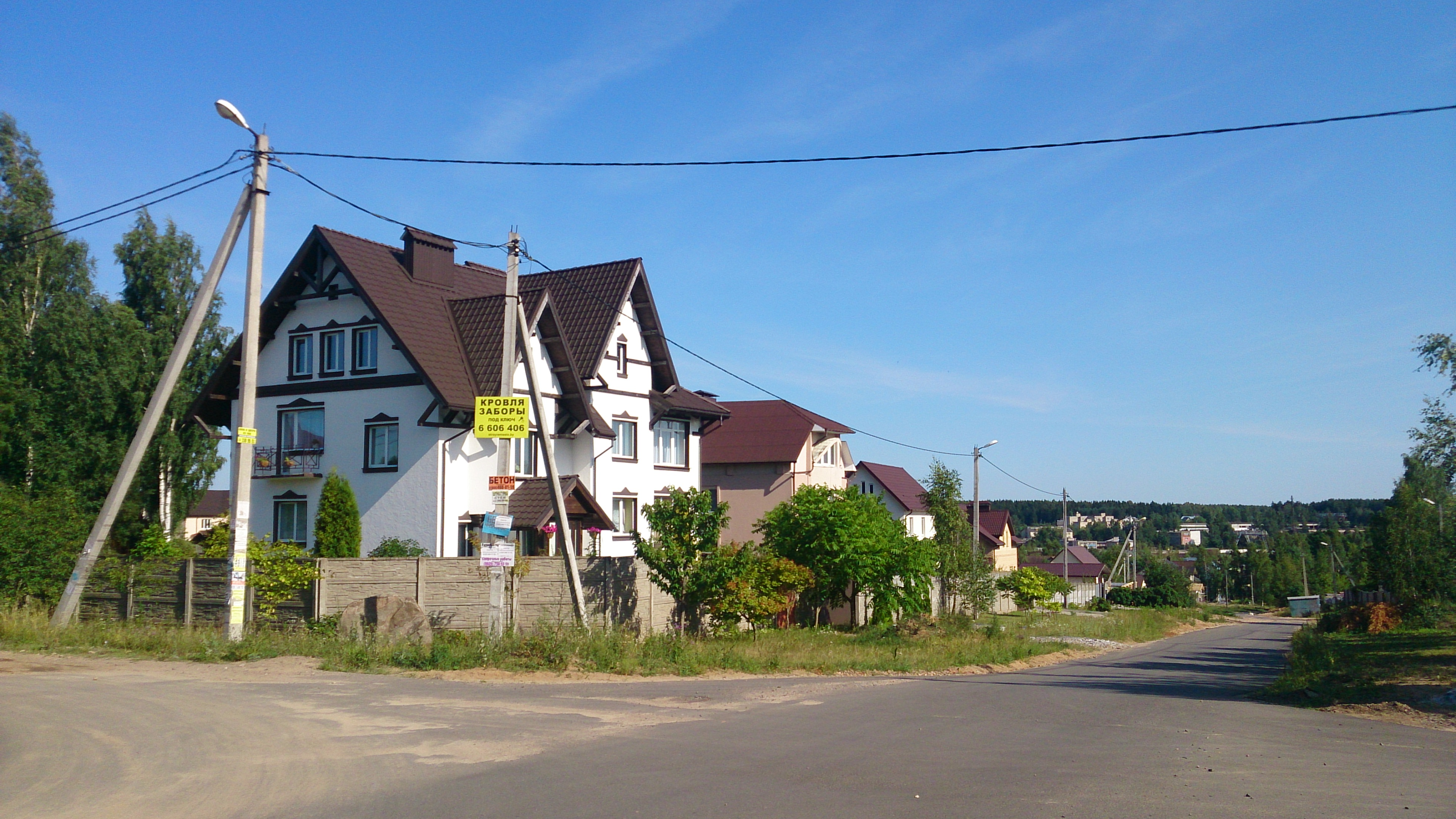
Колодищи
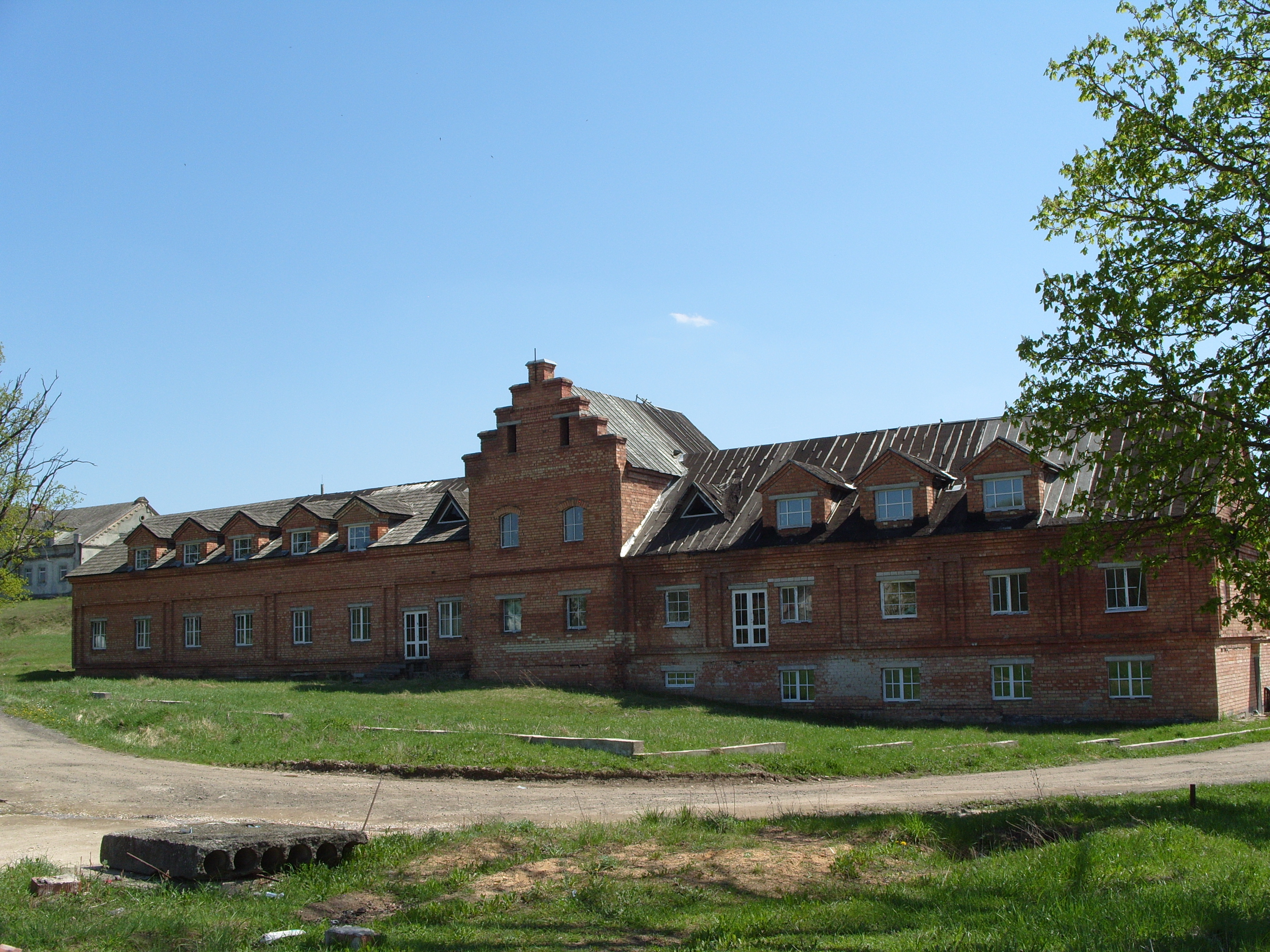
Прилуки
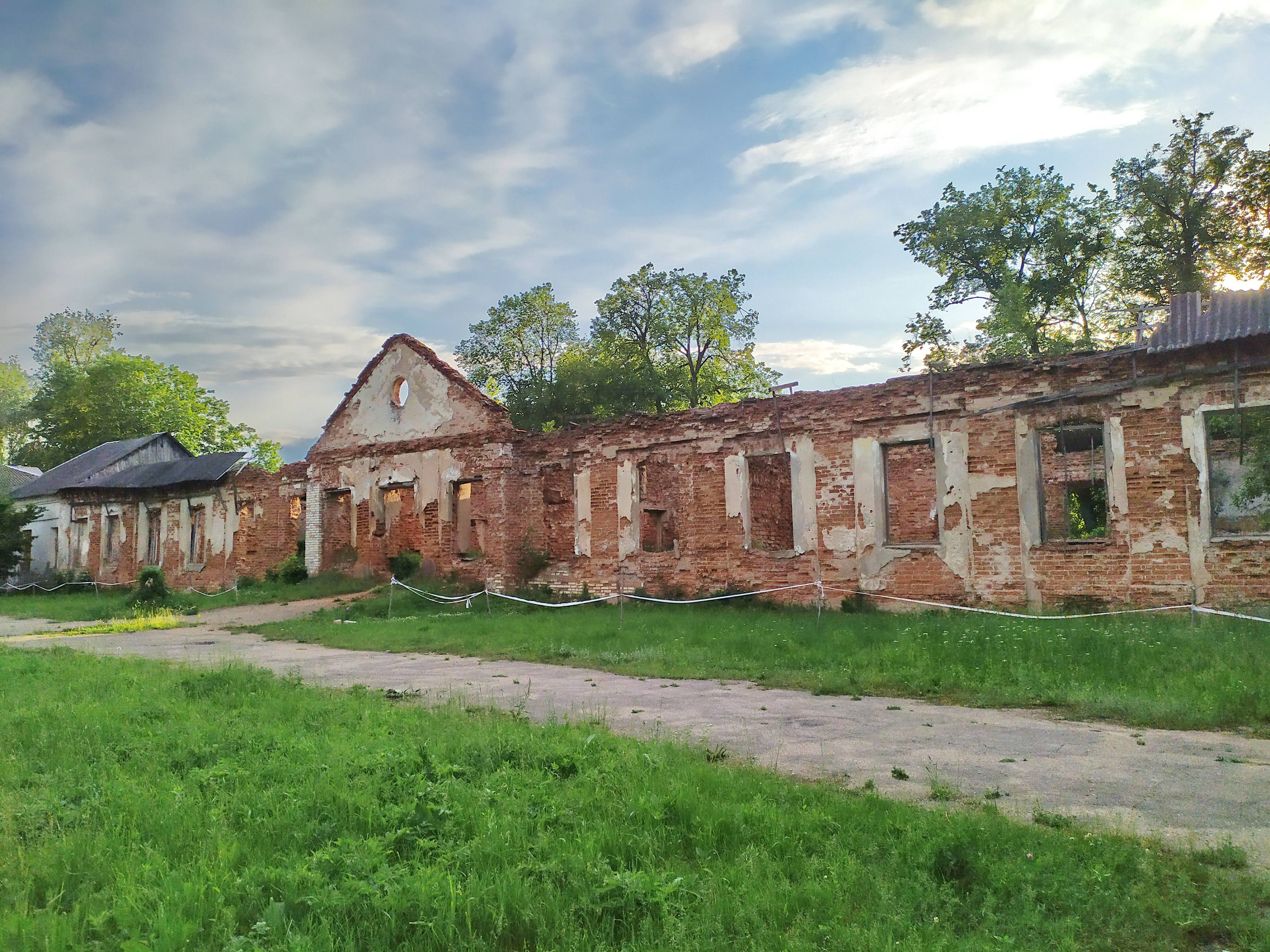
Сёмково

## Геральдика
Герб и флаг учреждены Указом Президента Республики Беларусь от 20 ноября 2006 года № 691 и зарегистрированы в Государственном геральдическом регистре 22 ноября 2006 года № Б-101 и № Б-102. Одобрены решениями Минского районного Совета депутатов от 29 декабря 2004 года № 132 и Минского районного исполнительного комитета от 18 января 2005 года № 21.

## История
Район образован 29 июня 1934 года, как Пригородный район, но уже 26 мая 1935 года был переименован, и получил название Минский. Первоначально состоял из 19 сельсоветов, выделенных из городской черты города Минска. 31 июля 1937 года к Минскому району были присоединены 11 сельсоветов упразднённого Дзержинского района (повторно образован 4 февраля 1939 года).
Часть современной территории района некоторое время занимали Заславский район, Острошицко-Городокский район и Самохваловичский район. 8 августа 1959 года в результате упразднения Заславского района к Минскому району присоединены Анусинский, Гатовинский, Горанский, Роговский, Сёмков-Городокский, Слободской, Старосельский и Шершунский сельсоветы, а также городской посёлок Заславль. 25 декабря 1962 года в результате упразднения Смолевичского района в состав Минского района были переданы 8 сельсоветов и городской посёлок Смолевичи, но уже 6 января 1965 года Смолевичский район был повторно образован в прежних границах.
28 апреля 2004 года упразднён Цнянский сельсовет.
Во исполнение Указа Президента Республики Беларусь от 3 октября 2006 года № 591 «Об изменении границ Минского района» к Минскому району был присоединён город Заславль, а на основании решения Минского областного Совета депутатов от 19 октября 2006 года № 249 «Об изменении категории города Заславля» город Заславль стал городом районного подчинения.
16 ноября 2014 года упразднён Мачулищанский поссовет.
Минский район (среди районов) признан победителем соревнования и занесен на Республиканскую доску почёта за достижение в 2024 году высоких результатов в сфере социально-экономического развития (вместе с Верхнедвинским районом, Жабинковским районом, Несвижским районом, Сморгонским районом). 

## Население
Численность населения — 279 989 человек (на 1 января 2025 года), в том числе городское (Заславль — 17 317 человек, Мачулищи — 10 653 человек) — 27 970 человек, сельское — 252 019 человек.
На 1 января 2024 года численность населения — 274 990 человек, в том числе городское — 27 987 человек, сельское — 247 003 человек.
Численность населения района на 1 января 2023 года составила 270 143. Всего насчитывается 361 населённый пункт.
| Численность населения (по годам) | Численность населения (по годам) | Численность населения (по годам) | Численность населения (по годам) | Численность населения (по годам) | Численность населения (по годам) | Численность населения (по годам) | Численность населения (по годам) | Численность населения (по годам) | Численность населения (по годам) |
| 1996                             | 2001                             | 2002                             | 2003                             | 2004                             | 2005                             | 2006                             | 2007                             | 2008                             | 2009                             |
| -------------------------------- | -------------------------------- | -------------------------------- | -------------------------------- | -------------------------------- | -------------------------------- | -------------------------------- | -------------------------------- | -------------------------------- | -------------------------------- |
| 142 600                          | ▲144 407                         | ▲145 702                         | ▲147 194                         | ▲150 036                         | ▼145 918                         | ▲149 652                         | ▲154 217                         | ▲158 601                         | ▼157 497                         |
| 2010                             | 2011                             | 2012                             | 2013                             | 2014                             | 2015                             | 2016                             | 2017                             | 2018                             | 2019                             |
| ▲160 647                         | ▲164 305                         | ▲168 053                         | ▲172 818                         | ▲179 164                         | ▲188 294                         | ▲200 115                         | ▲208 787                         | ▲215 404                         | ▲222 145                         |
| 2020                             | 2021                             | 2022                             | 2023                             | 2024                             | 2025                             |                                  |                                  |                                  |                                  |
| ▲251 900                         | ▲259 710                         | ▲265 137                         | ▲270 143                         | ▲274 990                         | ▲279 989                         |                                  |                                  |                                  |                                  |

### Национальный состав
| Национальный состав по переписи 2009 года | Национальный состав по переписи 2009 года | Национальный состав по переписи 2009 года | Национальный состав по переписи 2009 года | Национальный состав по переписи 2009 года | Национальный состав по переписи 2009 года | Национальный состав по переписи 2009 года | Национальный состав по переписи 2009 года | Национальный состав по переписи 2009 года | Национальный состав по переписи 2009 года | Национальный состав по переписи 2009 года |
| Всего (2009)                              | белорусы                                  | белорусы                                  | русские                                   | русские                                   | украинцы                                  | украинцы                                  | поляки                                    | поляки                                    | цыгане                                    | цыгане                                    |
| ----------------------------------------- | ----------------------------------------- | ----------------------------------------- | ----------------------------------------- | ----------------------------------------- | ----------------------------------------- | ----------------------------------------- | ----------------------------------------- | ----------------------------------------- | ----------------------------------------- | ----------------------------------------- |
| 159 569                                   | 134 957                                   | 84,58 %                                   | 14 734                                    | 9,23 %                                    | 2491                                      | 1,56 %                                    | 991                                       | 0,62 %                                    | 282                                       | 0,18 %                                    |
| 159 569                                   | армяне                                    | армяне                                    | азербайджанцы                             | азербайджанцы                             | татары                                    | татары                                    | вьетнамцы                                 | вьетнамцы                                 | евреи                                     | евреи                                     |
| 159 569                                   | 276                                       | 0,17 %                                    | 184                                       | 0,12 %                                    | 134                                       | 0,08 %                                    | 106                                       | 0,07 %                                    | 98                                        | 0,06 %                                    |
| 159 569                                   | грузины                                   | грузины                                   | молдаване                                 | молдаване                                 | литовцы                                   | литовцы                                   | таджики                                   | таджики                                   | узбеки                                    | узбеки                                    |
| 159 569                                   | 77                                        | 0,05 %                                    | 69                                        | 0,04 %                                    | 65                                        | 0,04 %                                    | 45                                        | 0,03 %                                    | 38                                        | 0,02 %                                    |
| 159 569                                   | немцы                                     | немцы                                     | казахи                                    | казахи                                    | чуваши                                    | чуваши                                    | латыши                                    | латыши                                    | болгары                                   | болгары                                   |
| 159 569                                   | 35                                        | 0,02 %                                    | 33                                        | 0,02 %                                    | 25                                        | 0,02 %                                    | 22                                        | 0,01 %                                    | 15                                        | 0,01 %                                    |

Рождаемость и смертность
Ежегодно в Минском районе рождается 2500—3300 детей. По уровню рождаемости (13,9 на 1000 человек в 2017 году) район является лидером в Минской области.
Браки и разводы
Ежегодно в Минском районе заключается 1100—1700 браков и 700—800 разводов.
Миграция
В район ежегодно переезжает значительно больше людей, чем выезжает (+5615 человек в 2017 году).
Численность населения основных возрастных групп в общей численности населения по району

## Экономика

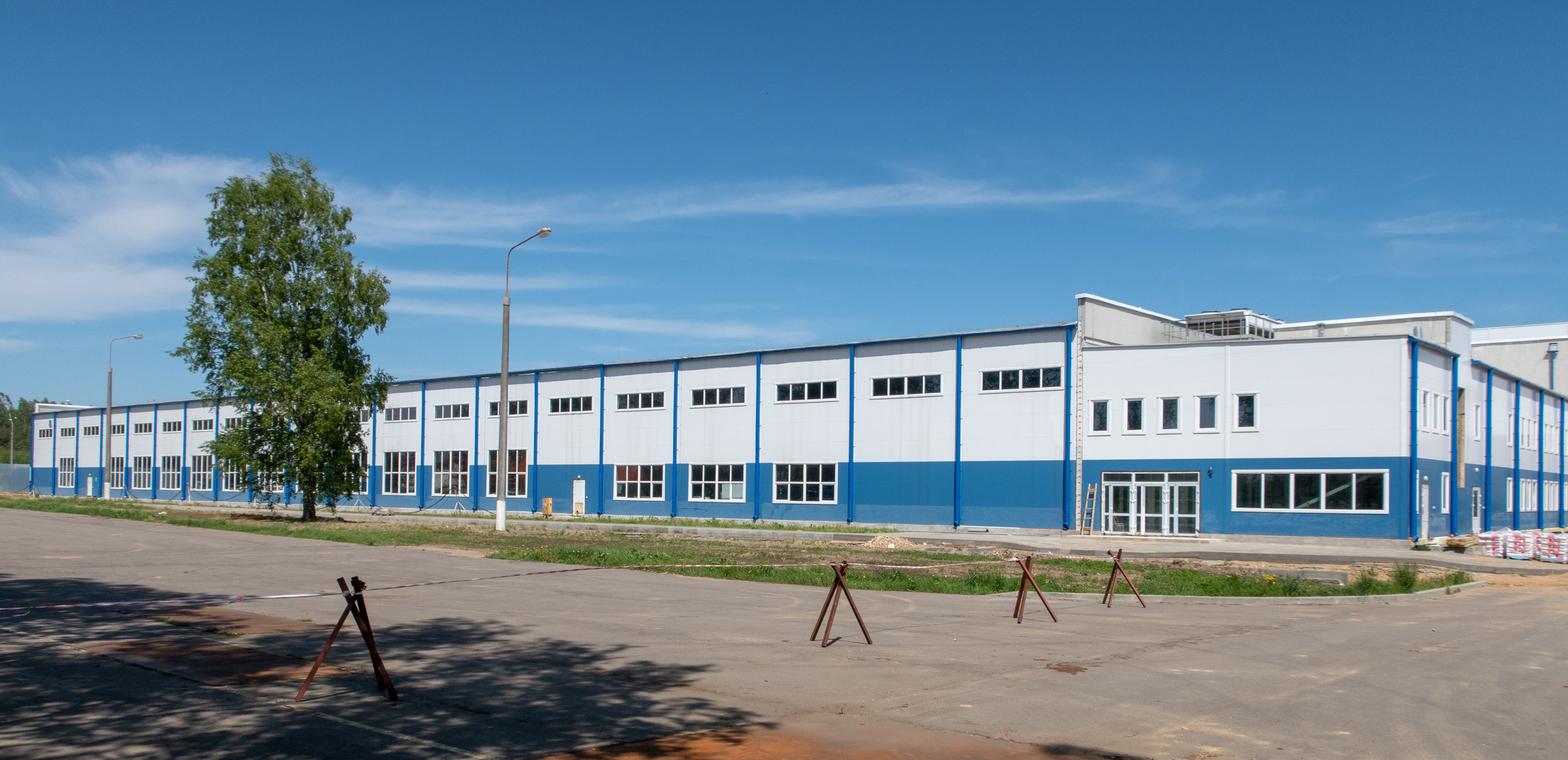
Автосборочный завод СП ЗАО «Юнисон» около деревни Обчак

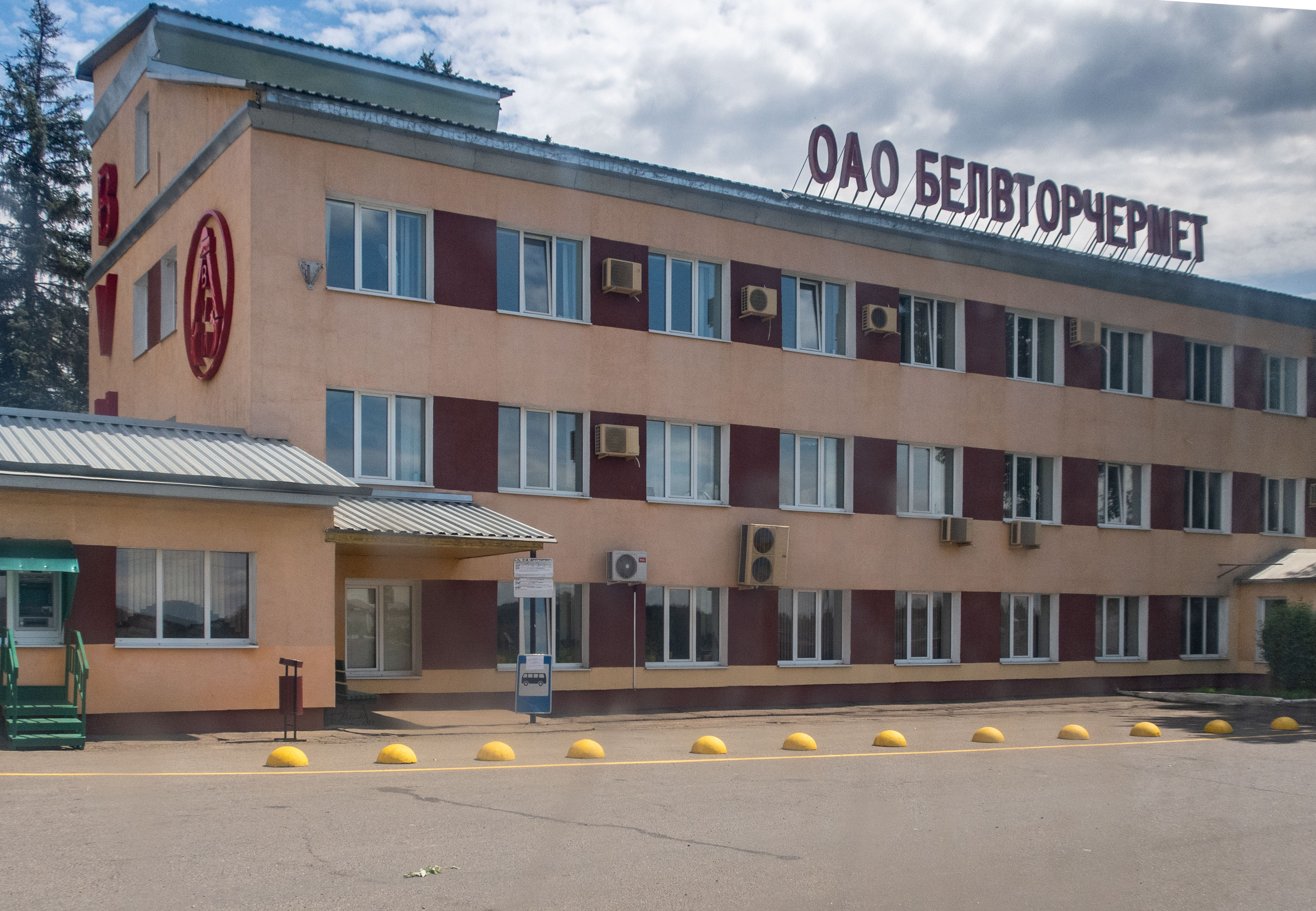
Завод «Белвторчермет»

### Основные экономические показатели
Выручка от реализации продукции, товаров, работ, услуг за 2017 год составила 14 059,4 млн рублей (около 7 млрд долларов), в том числе 386,3 млн рублей пришлось на сельское, лесное и рыбное хозяйство (2,75 %), 4203,7 млн на промышленность (29,9 %), 463,6 млн на строительство (3,3 %), 7250,4 млн на торговлю и ремонт (51,57 %), 1755,3 млн на прочие виды экономической деятельности (12,48 %).
Средняя зарплата работников в Минском районе составила 118,6 % от среднего уровня по Минской области. По этому показателю Минский район уступает в Минской области только Солигорскому району.
В Минском районе зарегистрированы три из пяти крупнейших налогоплательщиков Минской области — ликёро-водочный завод «Бульбашъ» (2,4 % всех налоговых поступлений), оператор АЗС ИООО «РН-Запад» (1,7 %) и логистический оператор РУП «Белтаможсервис» (1,1 %).

### Промышленность
За 1 полугодие 2009 года объём производства промышленной продукции составил 692 млрд.руб. Удельный вес Минского района — 11,6 % в общем объёме производства промышленной продукции Минской области. Наибольший удельный вес промышленного производства района занимают такие отрасли, как пищевая (28,9 %), машиностроение и металлообработка (23,3 %), чёрная металлургия (11,2 %), цветная металлургия (9,6 %), лёгкая промышленность (6,0 %).
К валообразующим промышленным предприятиям в Минском районе относятся:
ИЧУП «Кока-Кола Бевриджиз Белоруссия» — удельный вес в районе 9,3 %; СООО «АлюминТехно» — 10,6 %; УП «Минсквтормет» ГО «Белвтормет» — 6,5 %; СООО "Завод виноградных вин «Дионис» — 5,3 %; СООО «Дарида» — 6,7 %; ООО «Тарасово МПК» — 4,3 %.
В деревне Венделево Петришковского сельсовета расположен ликёро-водочный завод «Бульбашъ», один из крупнейших в стране.

### Сельское хозяйство

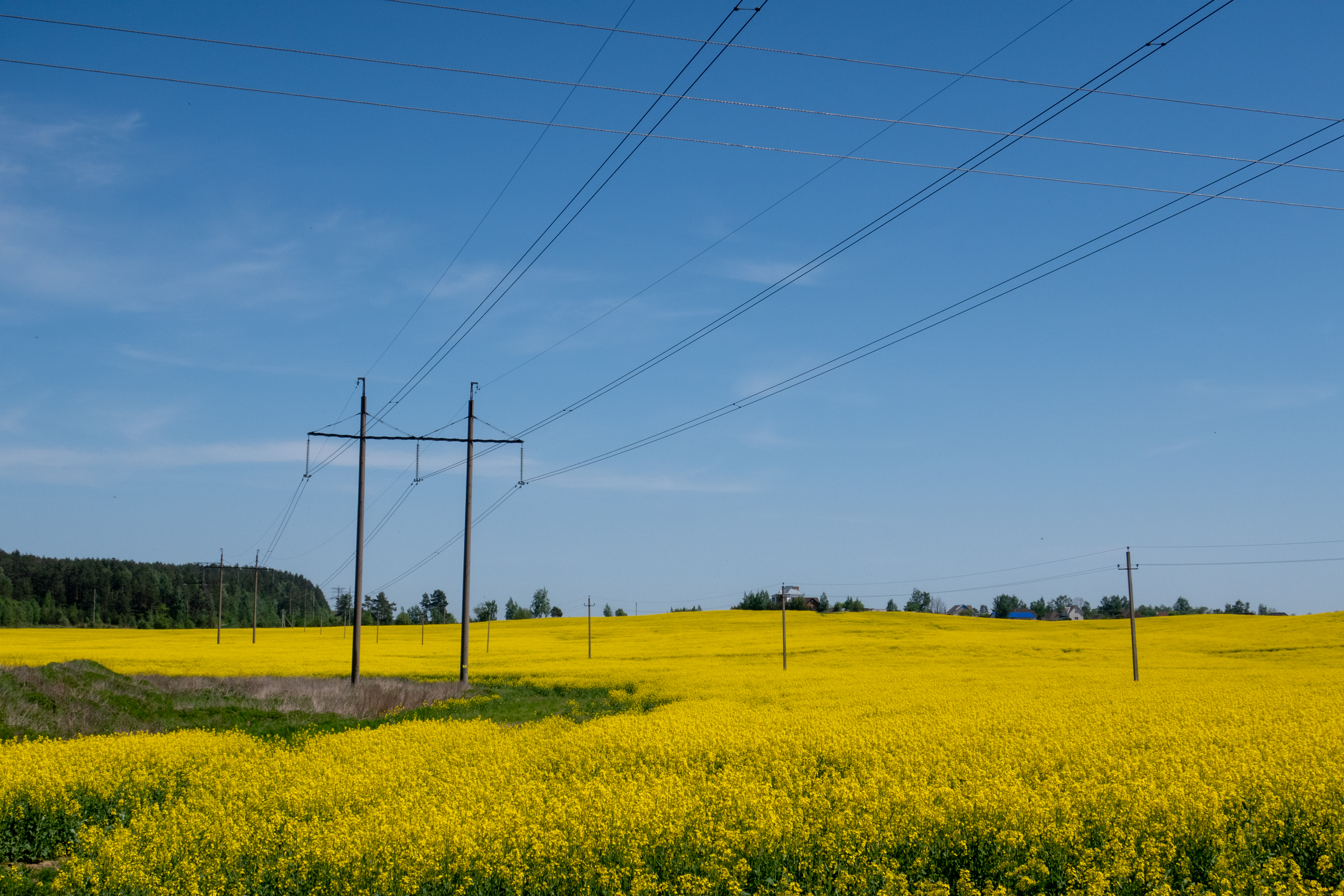
Рапсовое поле в Минском районе

В Минском районе развито пригородное сельское хозяйство. Крупные сельскохозяйственные организации заняты преимущественно производством зерновых культур, рапса, овощей закрытого грунта, сахарной свёклы и молочно-мясным животноводством. В 2017 году по валовому сбору зерновых и зернобобовых культур (158,7 тыс. т) Минский район занял третье место в Минской области после Несвижского и Слуцкого районов, по средней урожайности (51,2 ц/га) — третье место в области после Несвижского и Дзержинского районов. Урожай сахарной свёклы в 2017 году составил 97,9 тыс. т. Под зерновые культуры в 2017 году было засеяно 31 тыс. га пахотных площадей, под сахарную свёклу — 1,6 тыс. га, под кормовые культуры — 18,3 тыс. га.
В 2017 году сельскохозяйственные организации района реализовали 16,7 тыс. т мяса скота и птицы и произвели 108,2 тыс. т молока (средний удой — 6310 кг). На 1 января 2018 года в сельскохозяйственных организациях района содержалось 39,2 тыс. голов крупного рогатого скота, в том числе 16,6 тыс. коров. Птицефабрики, расположенные в Минском районе, производят более полумиллиарда яиц в год (543 млн в 2017 году).
В районе действует 14 сельскохозяйственных организаций. Крупнейшие — МРУП "Агрокомбинат «Ждановичи», ОАО «1-я Минская птицефабрика», КСУП «Минская овощная фабрика». Прочие сельскохозяйственные организации (по состоянию на октябрь 2018 года):
- ОАО «Игнатичи»
- ОАО «Вишневка-2010»
- ОАО «Щомыслица»
- ОАО «Гастелловское»
- ОАО «Рапс»
- РУЭОСХП «Восход» Управления делами Президента Республики Беларусь
- Учреждение «Республиканский центр олимпийской подготовки конного спорта и коневодства»
- КСУП "Племптицезавод «Белорусский»
- ОСП "Совхоз «Минский» ОАО «ДОРОРС»
- ОАО «Шершуны-Агро»
- ООО «Тарасово»

Помимо крупных сельскохозяйственных организаций, в районе зарегистрировано 76 фермерских хозяйств, которые обрабатывают 2,7 тыс. га земли.

### Бюджет
В 2018 году доходы бюджета Минского района составили 286,6 млн руб. (~145 млн долларов). Расходы бюджета Минского района составили 287,5 млн руб., а с учётом бюджетов Мачулищ и Заславля — 297,2 млн руб. (~150 млн долларов).
83,3 % доходов районного бюджета пришлось на налоговые поступления:
- налоги на собственность (платят юридические и физические лица) — 34,2 %;
- подоходный налог (платят физические лица) — 24,7 %;
- другие налоги от выручки (платят юридические лица) — 14,1 %;
- НДС (платят физические и юридические лица) — 7,8 %;
- налог на добычу природных ресурсов (платят юридические лица) — 0,6 %;
- прочие налоговые доходы — 1,9 %.

13,2 % доходов пришлось на неналоговые поступления (сдача коммунальной собственности в аренду, поступления от предприятий коммунальной собственности, от реализации коммунального имущества, по штрафам и санкциям и др.), 3,5 % — на безвозмездные поступления из бюджетов других уровней и иных источников.
В структуре расходов районного бюджета (с учётом бюджетов Мачулищ и Заславля) 38,9 % пришлось на социальную сферу, 33,7 % — на различные межбюджетные трансферты, 11,5 % — на жилищно-коммунальное хозяйство, 4,7 % — на благоустройство населённых пунктов, 4,3 % — на иные общегосударственные расходы, 2,6 % — на государственные органы общего назначения, 2 % — на сельское хозяйство, 1,5 % — на жилищное строительство. Большая часть расходов на социальную сферу пришлась на образование (22,5 % от общих расходов), здравоохранение (12,4 %), меньшая часть — на социальную политику (2,2 %), культуру (1,5 %), физкультуру и спорт (0,3 %).

## Транспорт

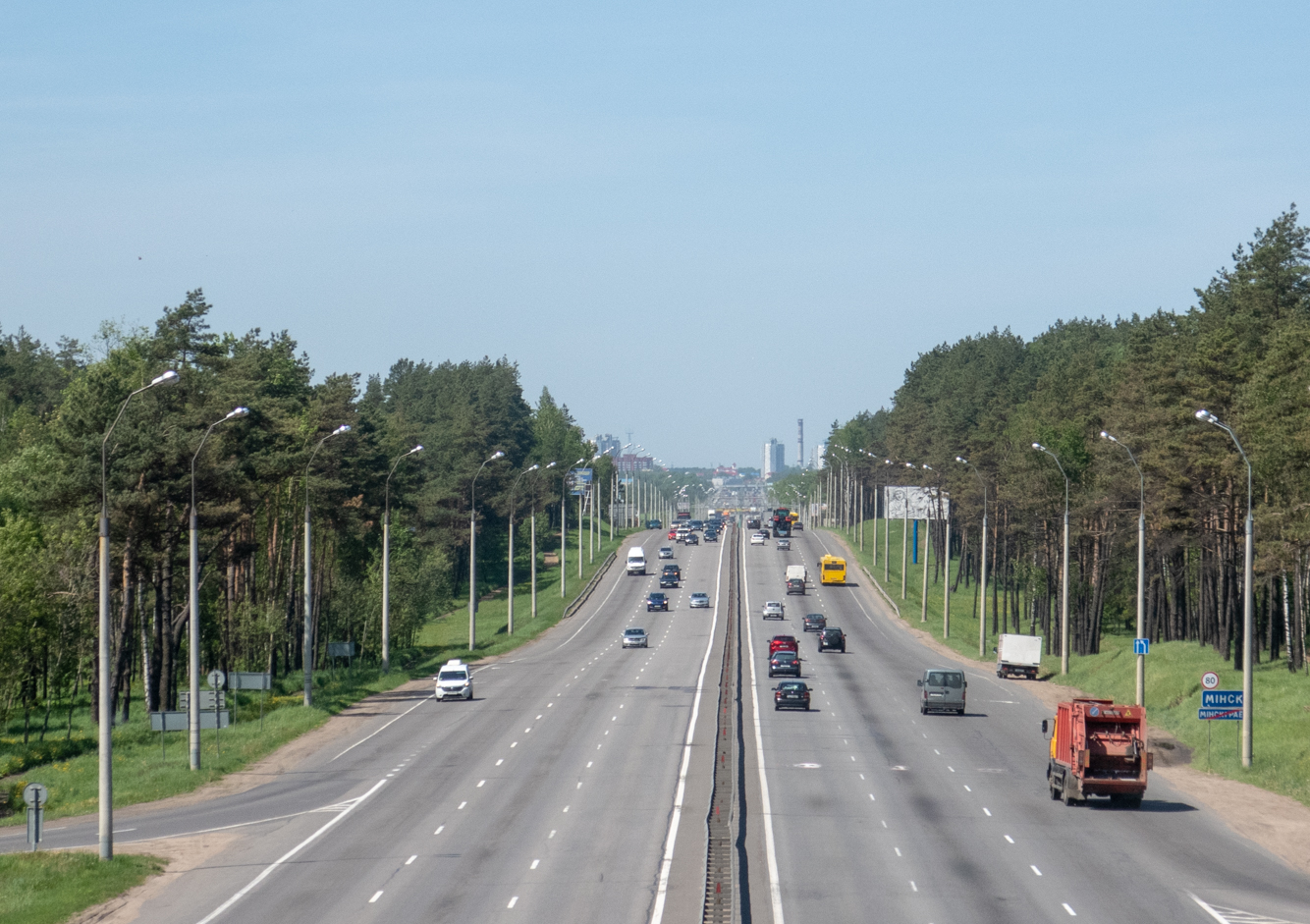
Автомагистраль, вид в сторону Минска

Через район проходят важнейшие транзитные электрифицированные железнодорожные магистрали: Брест — Барановичи — Минск — Орша, входящая в Критский транспортный коридор №II, и Гомель — Жлобин — Осиповичи — Минск — Молодечно — Гудогай, входящая в Критский коридор №IX.
Также по территории района проходят важные автомобильные дороги:
- Брест — Минск — государственная граница с Россией М1 (является частью европейского маршрута E 30, входит в Критский транспортный коридор № II)
- Минск — Гомель М5 (является частью европейского маршрута E 271, входит в Критский транспортный коридор № IX)
- Минск — Могилёв М4
- Минск — Гродно М6
- Минск — Витебск М3
- Минск — Слуцк — Микашевичи Р23
- Минск — Нарочь Р28
- Минская кольцевая дорога (МКАД) М9 протяжённостью 56 километров проходит приблизительно по административной границе Минска и Минского района.
- МКАД-2 М14

Населённые пункты района связаны с Минском маршрутами городской электрички, пригородных электропоездов, пригородными автобусными маршрутами, маршрутными такси.

## Здравоохранение
В Минском районе расположено несколько областных и республиканских лечебных учреждений. В 2016 году в организациях Министерства здравоохранения Республики Беларусь, расположенных на территории района, работало 1085 практикующих врачей (52 на 10 тысяч человек) и 2549 средних медицинских работников (122,1 на 10 тысяч человек). В больницах насчитывалось 2536 коек (121,5 на 10 тысяч человек).

## Образование
В 2017 году в Минском районе действовало 61 учреждение дошкольного образования с 7225 детьми. В 48 учреждениях общего среднего образования обучается 19022 учащихся; учебный процесс обеспечивают 1895 учителей. В Заславле и Боровлянах, помимо школ, действуют также гимназии.
В районе действуют два учреждения среднего специального образования — Минский государственный областной колледж в Сенице и Новопольский государственный аграрно-экономический колледж в Новом Поле.

## Культура

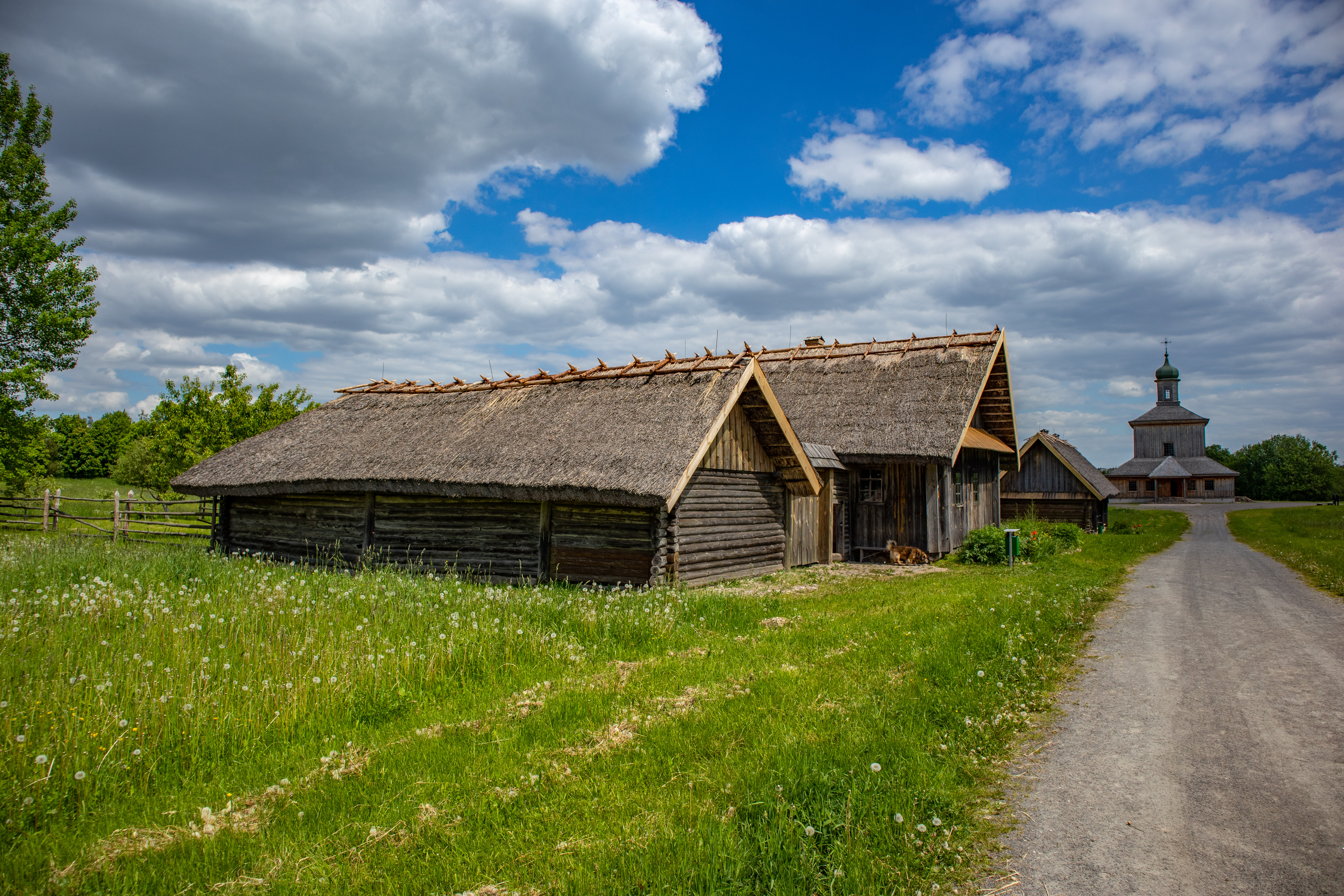
Белорусский государственный музей народной архитектуры и быта

В 2017 году публичные библиотеки района посетили 27,5 тыс. человек, которым было выдано 465,6 тыс. экземпляров книг и журналов. В 2017 году в районе действовало 32 клуба.
Расположены:
- Белорусский государственный музей народной архитектуры и быта;
- Историко-культурный музей-заповедник «Заславль»:
  - Музейно-выставочный комплекс;
  - Этнографический комплекс «Млын i Кузня»: музей, паровая мельница, амбар, дом завозников;
  - Детский музей мифологии и леса;
  - Музей—ДОТ.
- Музей белорусского народного искусства в Раубичах — филиал Национального художественного музея Республики Беларусь;
- Музей-дача Василя Быкова — филиал учреждения «Государственный музей истории белорусской литературы» в аг. Ждановичи.

В 2016 году Белорусский государственный музей народной архитектуры и быта посетили 64,2 тыс. человек, Историко-культурный музей-заповедник «Заславль» — 19,8 тыс. человек.
В 2023 году постановлением Министерства культуры Республики Беларусь от 30 мая 2023 года № 80 статус нематериальной историко-культурной ценности присвоен элементу «Культура белорусской дуды на Минщине» в г. Заславль.

## Религия
В районе зарегистрированы православные, римско-католические, протестантские общины.

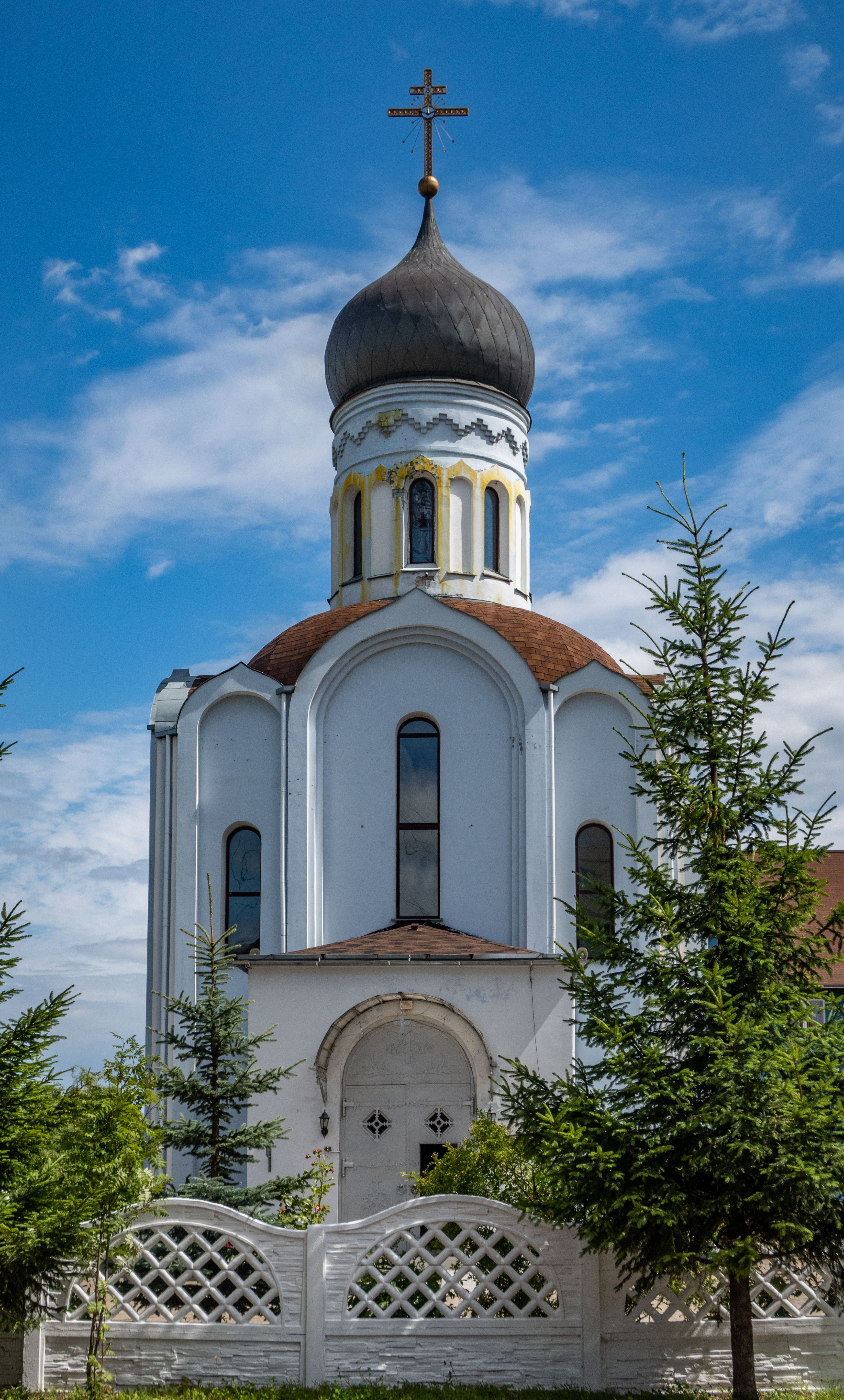
Свято-Духовская церковь в Гатово
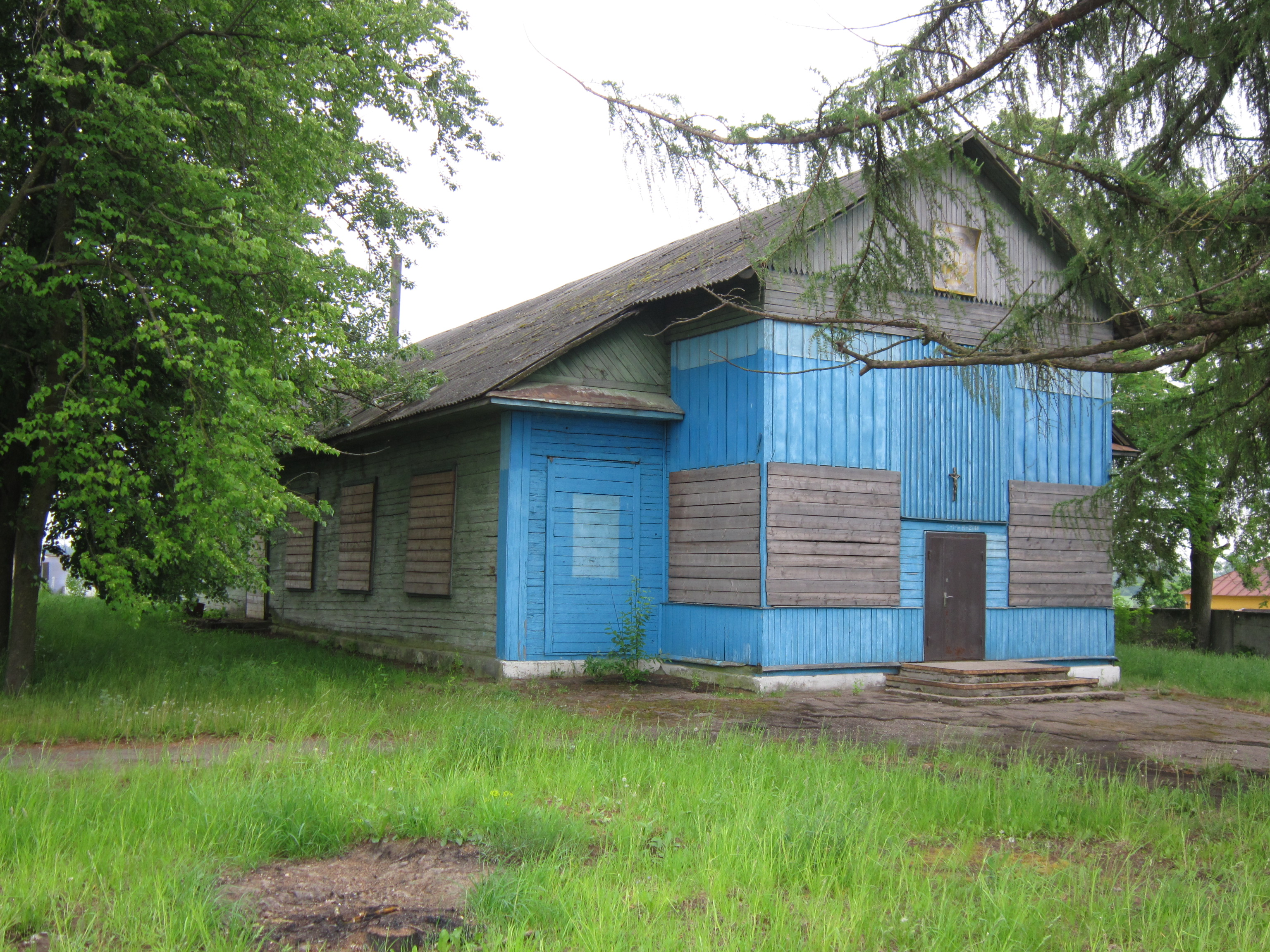
Костёл в Королищевичи (современное состояние)
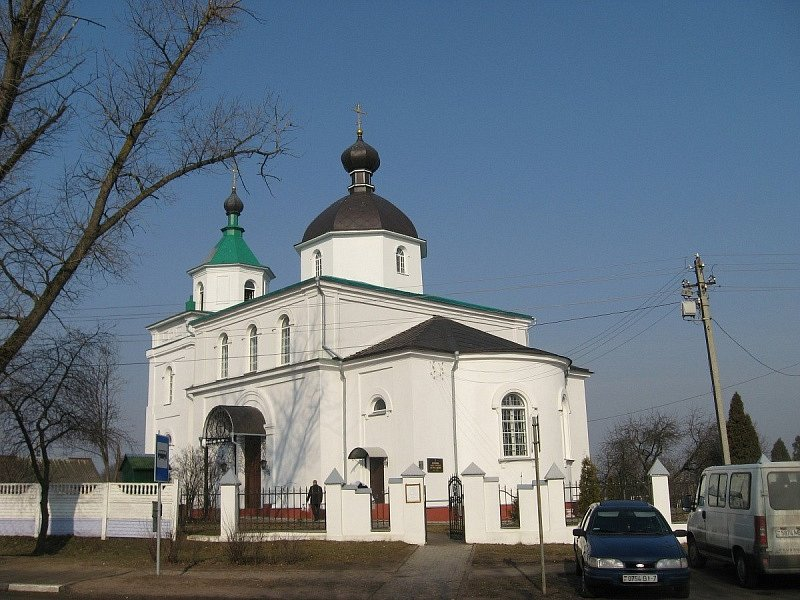
Свято-Петропавловская церковь в Сеница
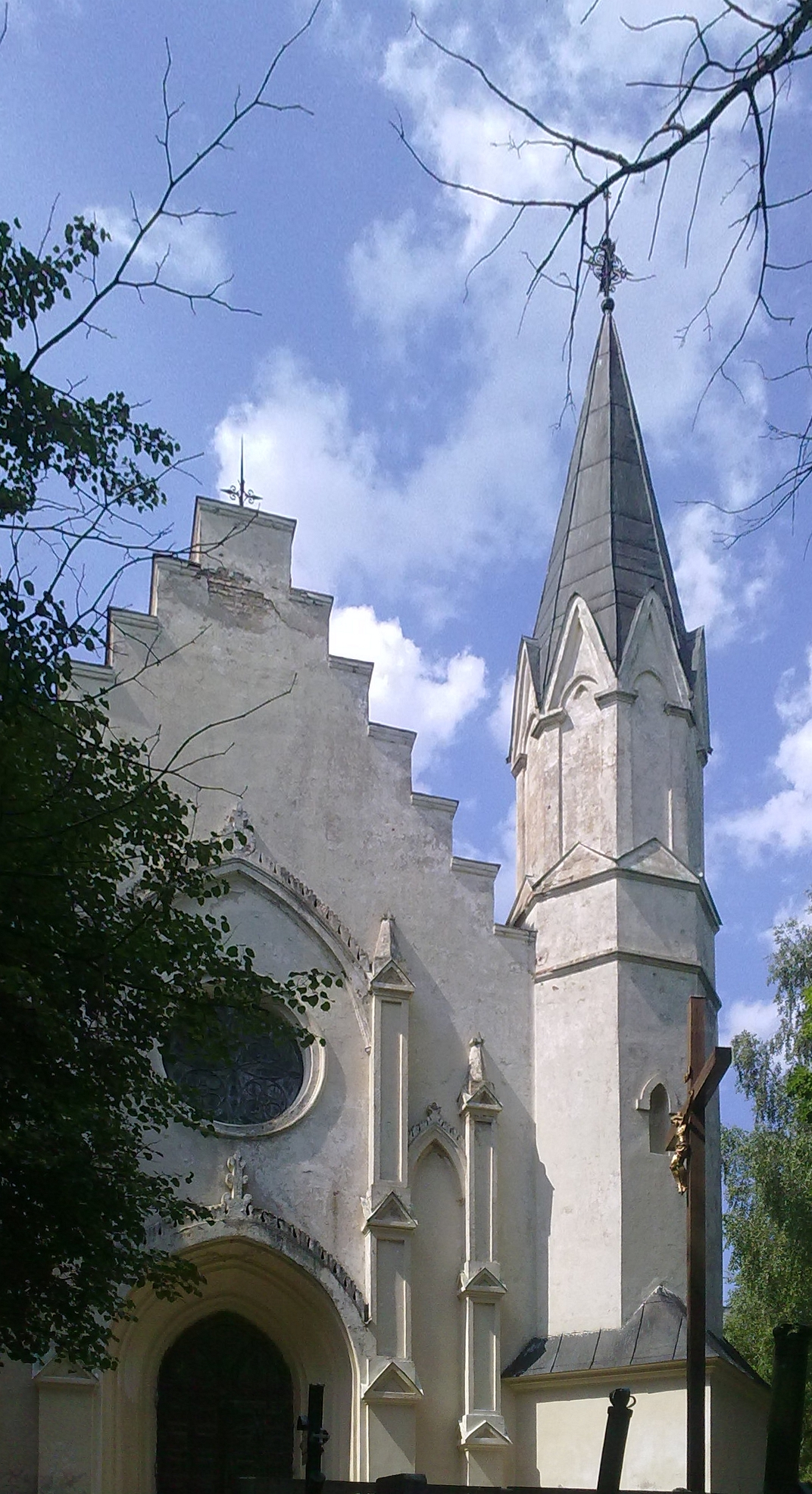
Костёл святого апостола Матфея в Раубичи

## Достопримечательности
- Археологический комплекс: городище, селище, на правом берегу р. Менка в д. Городище[53][54][55] —  Историко-культурная ценность Республики Беларусь, шифр 612В000357
- Прилукский дворцово-парковый ансамбль;
- Олимпийский спорткомплекс «Раубичи»;
- Олимпийский спорткомплекс «Стайки»;
- Усадьба и парк (XVIII в.) в аг. Сёмково;
- Заславский замок: Спасо-Преображенский собор;
- Костёл Рождества Девы Марии в г. Заславль;
- Мемориал жертвам фашизма «Малый Тростенец»;
- Историко-культурный комплекс «Линия Сталина». Располагается у агрогородка Лошаны Минского района в 20 км от МКАДа и в 6 км от г. Заславля в направлении г. Молодечно (Трасса P28).

Всего в Государственный список историко-культурных ценностей Республики Беларусь внесено 28 расположенных на территории района памятников археологии (Банцеровщина, Заславль и другие), 10 памятников архитектуры, 21 памятник истории.

### Памятник природы, заказник
- «Сросшиеся дуб и сосна» — ботанический памятник природы местного значения
- «Роговский родник» — гидрологический памятник природы
- «Соколиный» — заказник местного значения

## Галерея

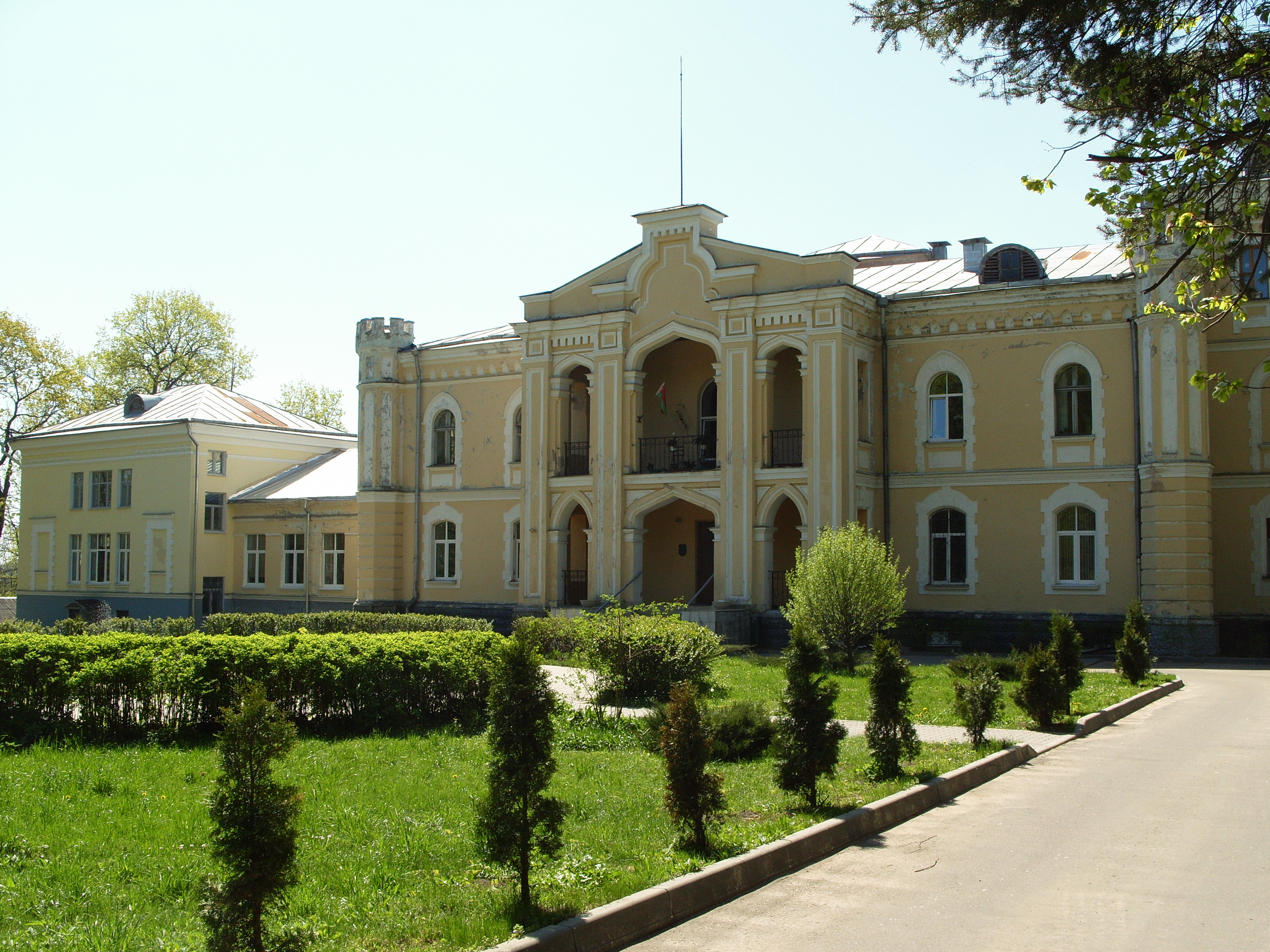
Дворец Гуттен-Чапских в Прилуках
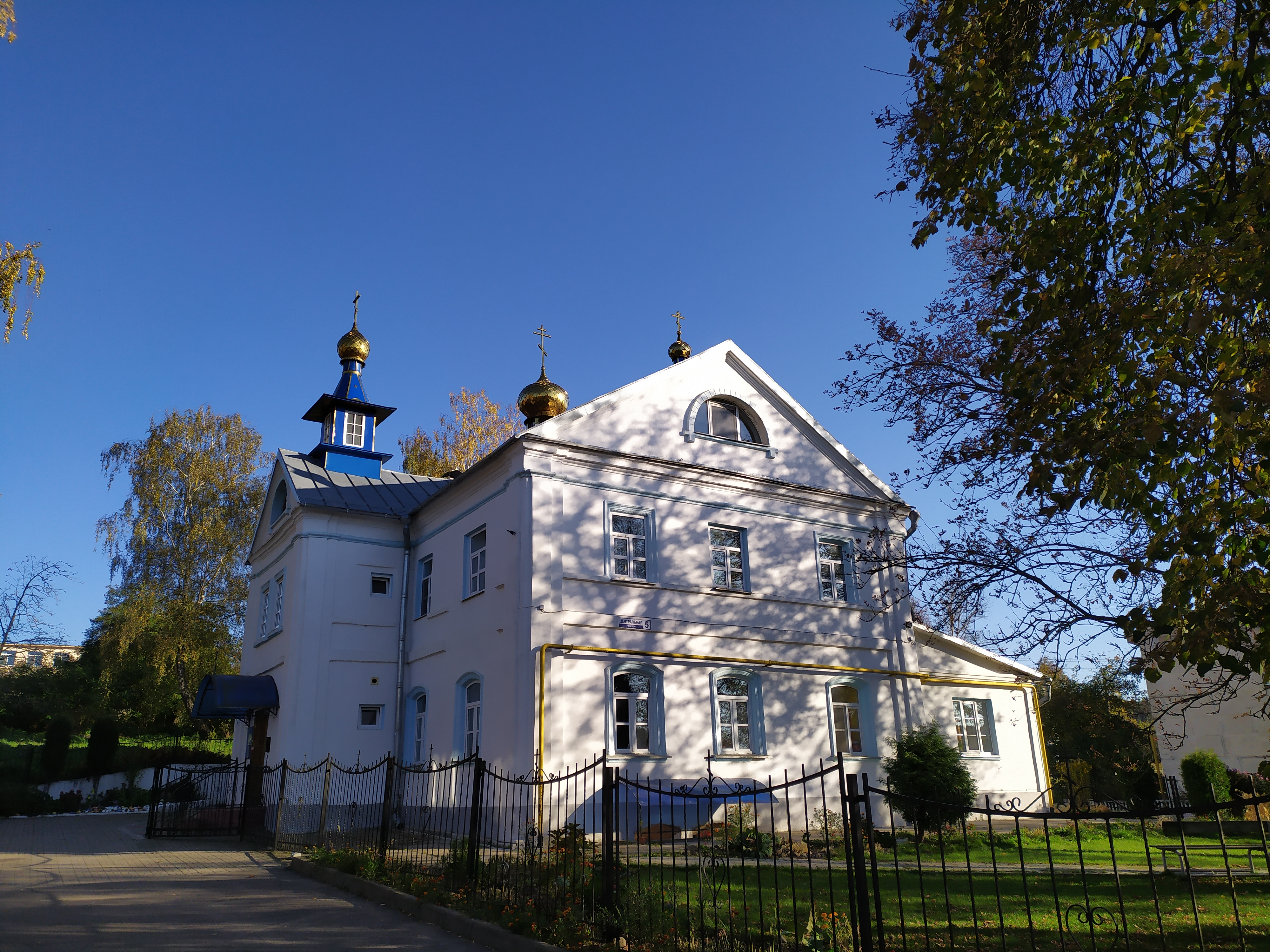
Усадьба (ныне — церковь) в аг. Новый Двор
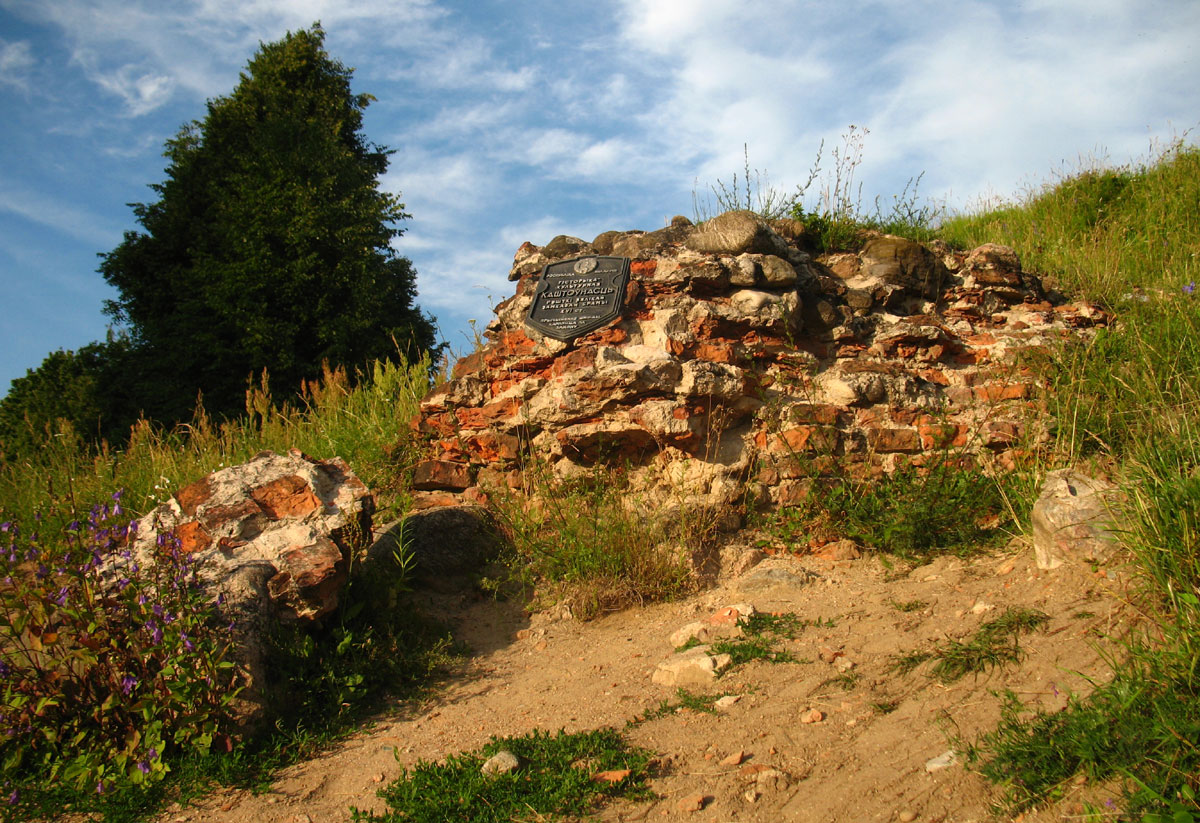
Фрагменты Заславского замка